# Amarna
Akhetaton
Amarna (Tell el-Amarna ou el-Amarna) est le site archéologique des ruines d'Akhetaton, la capitale construite par le pharaon Akhenaton aux alentours de -1360. 
Le nom arabe de Tell el-Amarna est sans doute la contraction des noms du village actuel, el-Till, et d'une tribu nomade, les Beni Amran, qui quittèrent le désert au XVIIIe siècle pour s'installer sur les bords du Nil. Akhetaton signifie « L'Horizon d'Aton » en égyptien ancien. 
À cet endroit, situé entre Thèbes et Memphis, les hautes falaises de la chaîne Arabique qui se dressent sur la rive droite du Nil s'écartent du fleuve pour former un hémicycle de douze kilomètres de longueur ; c'est là qu'en l'an 4 de son règne (vers -1360) Akhenaton jeta les fondations de la cité qui sera la capitale de l'empire égyptien pendant un quart de siècle. La ville, dédiée au culte du dieu unique Aton, fut élevée rapidement en briques crues et en talatates ; quatre ans après sa fondation, elle était déjà habitée par une population nombreuse qu'on estime à vingt mille personnes au moins. Des stèles frontières délimitèrent le territoire de la ville. Sur l'une d'entre elles, le roi proclame qu'Aton lui-même avait choisi cet emplacement parce qu'il était vierge de la présence de toute autre divinité. Lorsque Toutânkhamon quitta Akhetaton pour retourner à Thèbes, la cité fut laissée à l'abandon, puis démantelée par les successeurs d'Akhenaton et recouverte par les sables. 
Akhetaton est la seule ville de l'Égypte antique dont nous ayons une connaissance détaillée, notamment à cause du fait qu'elle fut désertée peu de temps après la mort d'Akhenaton, pour ne plus jamais être occupée. Cependant, en raison de son caractère exceptionnel et des conditions dans lesquelles la ville fut fondée puis abandonnée, il est difficile de savoir dans quelle mesure « L'Horizon d'Aton » était représentatif de l'urbanisme égyptien.

## Les fouilles
Visité sporadiquement par des voyageurs et des collectionneurs d'antiquités au XVIIIe siècle, cartographié par les savants de la campagne d'Égypte, le site fut exploré au XIXe siècle par des missions archéologiques britanniques et allemandes. L'Allemand Karl Richard Lepsius copia les inscriptions, les fresques et les reliefs auxquels il avait accès et les publia dans ses Denkmäler aus Ägypten und Äthiopien (1849-59) (Monuments d'Égypte et d'Éthiopie). D'autres relevés du site furent réalisés entre 1891 et 1908 par Sir William Matthew Flinders Petrie et Norman de Garis Davies. Les publications de ces savants sont d'une grande valeur, car depuis lors le site fut vandalisé régulièrement par des villageois en quête de matériaux de construction et de sebakh, un engrais naturel. De 1907 à 1914, la Deutsche Orientgesellschaft explora l'atelier du sculpteur Thoutmès où elle découvrit le buste de Néfertiti qui est exposé depuis le 16 octobre 2009 au Neues Museum de Berlin. Les fouilles furent interrompues pendant la Première Guerre mondiale, puis reprirent dans les années 1920. Depuis 1977, la Société d'exploration de l'Égypte (Egypt Exploration Society) procède à l'étude systématique du site, sous la responsabilité de Barry J. Kemp, directeur des fouilles et professeur à l'Université de Cambridge. 

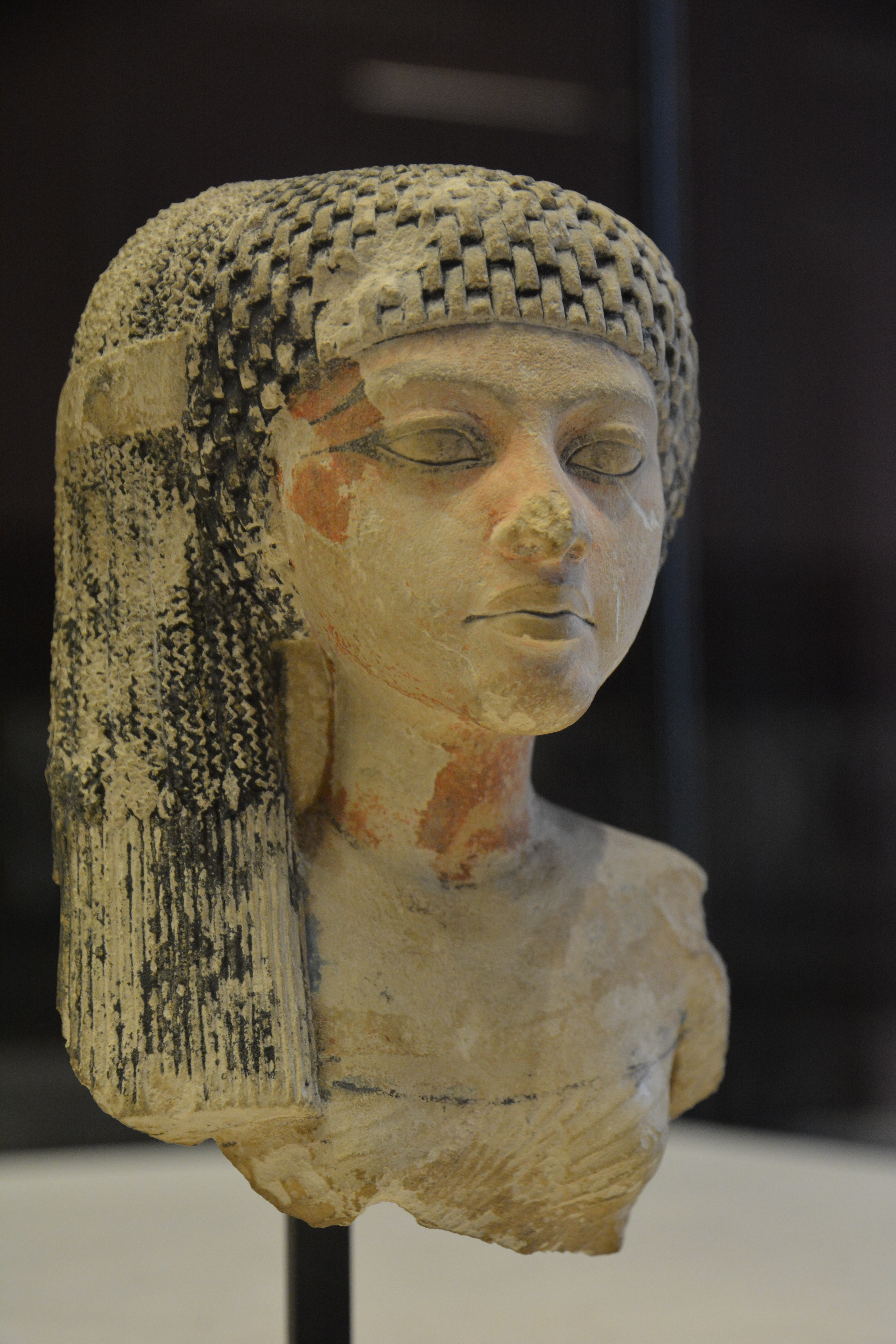
Princesse amarnienne, Musée du Louvre.

### Chronologie des fouilles

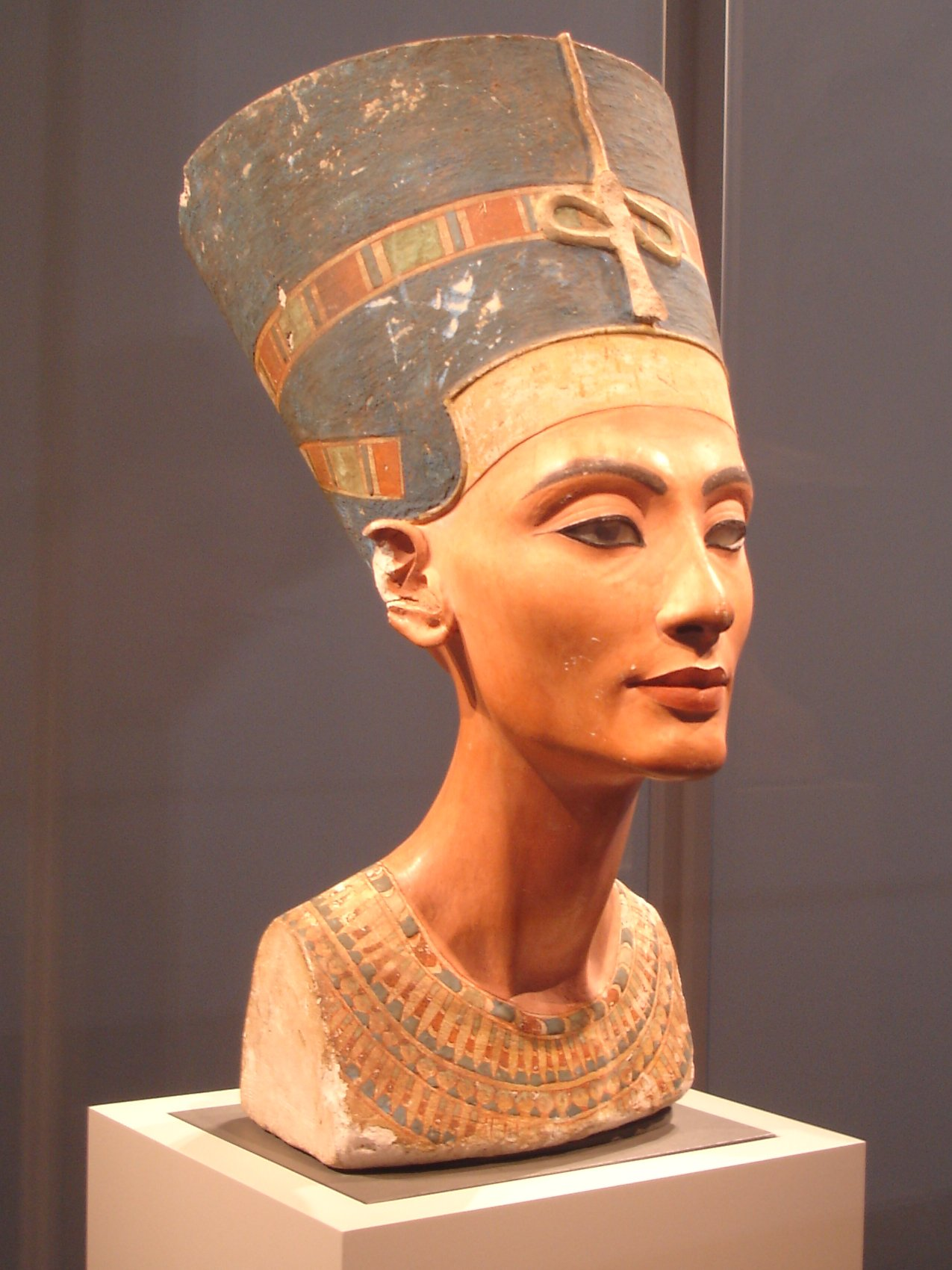
Le buste de Néfertiti, Neues Museum, Berlin.

- 1714 - Le jésuite français Claude Sicard décrit le premier une stèle d'Amarna[2] ;
- 1798-1799 - Les savants de Bonaparte établissent une carte d'Amarna publiée dans la Description de l'Égypte (1809 – 1828) ;
- 1824 - Sir John Gardner Wilkinson explore et cartographie les ruines de la cité antique ;
- 7 novembre 1828 - Jean-François Champollion visite brièvement le site[3] ;
- 1833 - Le copiste Robert Hay et G. Laver explorent des tombes sud et en reproduisent les reliefs sur des gravures conservées depuis à la British Library ;
- 1843-1845 – Une expédition prussienne dirigée par Karl Richard Lepsius établit une topographie d'Amarna au cours de deux visites de douze jours. Les dessins et les moulages en plâtre que l'expédition avait réalisés sur les lieux sont publiés dans Denkmäler aus Ægypten und Æthiopien (1849-1859)[4] ;
- 1881-1882 - Découverte de la tombe d'Akhenaton par des habitants de la région ;
- 1887 - Découverte d'un dépôt de tablettes d'argile gravées en cunéiforme : les lettres d'Amarna ;
- 1891-1892 - Sir William Matthew Flinders Petrie étudie le Grand temple d'Aton et les palais royaux entre autres ;
- 1903-1908 - Norman de Garis Davies dessine et photographie les tombes et les stèles d'Amarna ;
- 1907-1914 – Une mission archéologique allemande dirigée par Ludwig Borchardt sous la tutelle de la Société allemande d'Orient (Deutsche Orient-Gesellschaft) fouille les périphéries nord et sud de la cité. Elle découvre notamment le fameux buste de Néfertiti, le 6 décembre 1912. Les fouilles sont interrompues par la Première Guerre mondiale.
- 1921-1936 - T.E. Peet, Sir Leonard Woolley, Henri Frankfort et John Pendlebury explorent le site ;
- Années 1960 - Des fouilles sont organisées régulièrement par le Conseil suprême des Antiquités égyptiennes ;
- À partir de 1977 - Barry J. Kemp dirige les expéditions de l'Egypt Exploration Society, qui deviennent annuelles ;
- 1974-1989 - Geoffrey T. Martin publie ses études de l'hypogée dit la Tombe royale dans The Royal Tomb at el-Amarna.

### Les lettres d'Amarna
En 1887, une villageoise cherchant du sebakh sur le site découvrit un dépôt de plusieurs centaines de tablettes provenant des archives royales. Ces tablettes, les lettres d'Amarna, sont rédigées en akkadien cunéiforme, la langue des relations diplomatiques de l'époque. Il s'agit pour la plupart de missives échangées entre la cour royale et ses vassaux du Proche Orient ainsi que ses alliés d'alors. Cette découverte est très précieuse, car elle couvre les échanges entre les chancelleries depuis la fin du règne d'Amenhotep III, attestant encore une fois qu'une corégence avec son fils est plus que probable, jusqu'aux temps troubles du règne d'Akhenaton. Ainsi, elles comportent une série d'appels à l'aide lancés par les vassaux égyptiens en Syro-Palestine, menacés par les ambitions hittites, et des lettres adressées « au grand roi, leur frère » par les rois de Babylone, d'Assyrie et du Mittani, qui devaient eux aussi faire face à cette rupture de l'équilibre des forces dans la région auquel Pharaon semble cependant avoir été indifférent.
Bien sûr, les lettres d’Amarna ne donnent qu'un aperçu forcément incomplet de cette période, mais elles attestent néanmoins les liens étroits existant entre les cours royales de la région et témoignent de l'activité diplomatique intense qui dans l'Antiquité déjà caractérisait les rapports entre les protagonistes du Proche Orient.

## L'Horizon d'Aton
La ville, située en face d'Hermopolis Magna, formait un vaste ensemble qui s'étirait sur près de neuf kilomètres. Les fouilles ont révélé l'existence de quatre palais, étagés du nord au sud le long du Nil. Le « Palais nord des berges du fleuve » entouré d'un mur d'enceinte paraît avoir été la résidence royale, fortifiée et isolée de la ville proprement dite. Plus au sud se trouvait un deuxième palais construit vraisemblablement pour Kiya, la « Grande Épouse aimée du roi ». Au centre de la ville se dressait le Grand Palais ou Palais officiel avec ses nombreuses dépendances administratives, ses cours cérémonielles et son pavillon royal qui comprenait une salle d'audience. L'accès se pratiquait au nord et à l'ouest par deux axes de circulation qui se croisent et distribuent les différentes parties principales. Le portail nord donnait sur un vaste parvis qui précédait le Grand temple d'Aton, tandis que l'accès ouest devait donner sur le Nil et un port royal.
La grande avenue qui reliait le Grand palais aux deux palais septentrionaux, la voie royale, sans doute la voie processionnelle d'Akhenaton, divisait le palais en deux zones distinctes : l'une, à l'ouest de l'avenue, bordant le Nil, davantage administrative et cérémonielle, avec sa gigantesque salle du trône, et une grande cour avec un kiosque monumental bordée de colosses du rois ; l'autre, à l'est, plus intime avec les appartements royaux, ses jardins et ses dépendances. L'avenue était enjambée par un pont couvert reliant les deux parties, et dans lequel était aménagée une « fenêtre des apparitions », celle-là même depuis laquelle le roi couvrait de l'or de la récompense ses fidèles sujets. De part et d'autre du Palais officiel furent édifiés le Grand temple, la « Demeure d'Aton dans Akhetaton », une enceinte de 760 × 270 m, et le Petit temple, consacré lui aussi à Aton.
À la périphérie sud enfin, le Marou-Aton était sans doute un lieu de plaisance et de recueillement, bâti pour satisfaire l'amour porté à la nature par la famille royale : il possédait de vastes jardins, dont le roi semble avoir fait un parc zoologique, ainsi que plusieurs lacs artificiels. 
Les deux temples d'Aton occupaient le centre de la ville, jouxtant le Grand Palais. Contrairement aux temples égyptiens habituels, où l'on passe de la lumière à l'ombre profonde du Saint des Saints, ils offraient aux rayons du dieu-soleil leurs cours à ciel ouvert et leurs trois cent soixante-cinq autels couverts d'offrandes. Ces sanctuaires furent vraisemblablement conçus sur le même modèle que le Gem-Aton (Aton est trouvé) de Karnak, partiellement dégagé, qu'Akhenaton avait fait édifier au début de son règne lorsqu'il résidait encore à Thèbes : ils étaient composés d’une salle hypostyle et d’une succession de pylônes, donnant sur six grandes cours avec  les autels à offrandes – à l’inverse de la structure des temples classiques où les cours précèdent les salles hypostyles. Les portes des pylônes devaient comporter une particularité : peut-être les linteaux étaient-ils brisés pour que rien n'entrave l'accès du soleil au temple. Il faut pourtant remarquer que pour les détails architecturaux les archéologues en sont souvent réduits à des hypothèses, chacun proposant la sienne, d’autant que des deux temples il ne subsiste que les fondations et les représentations dans les tombes.

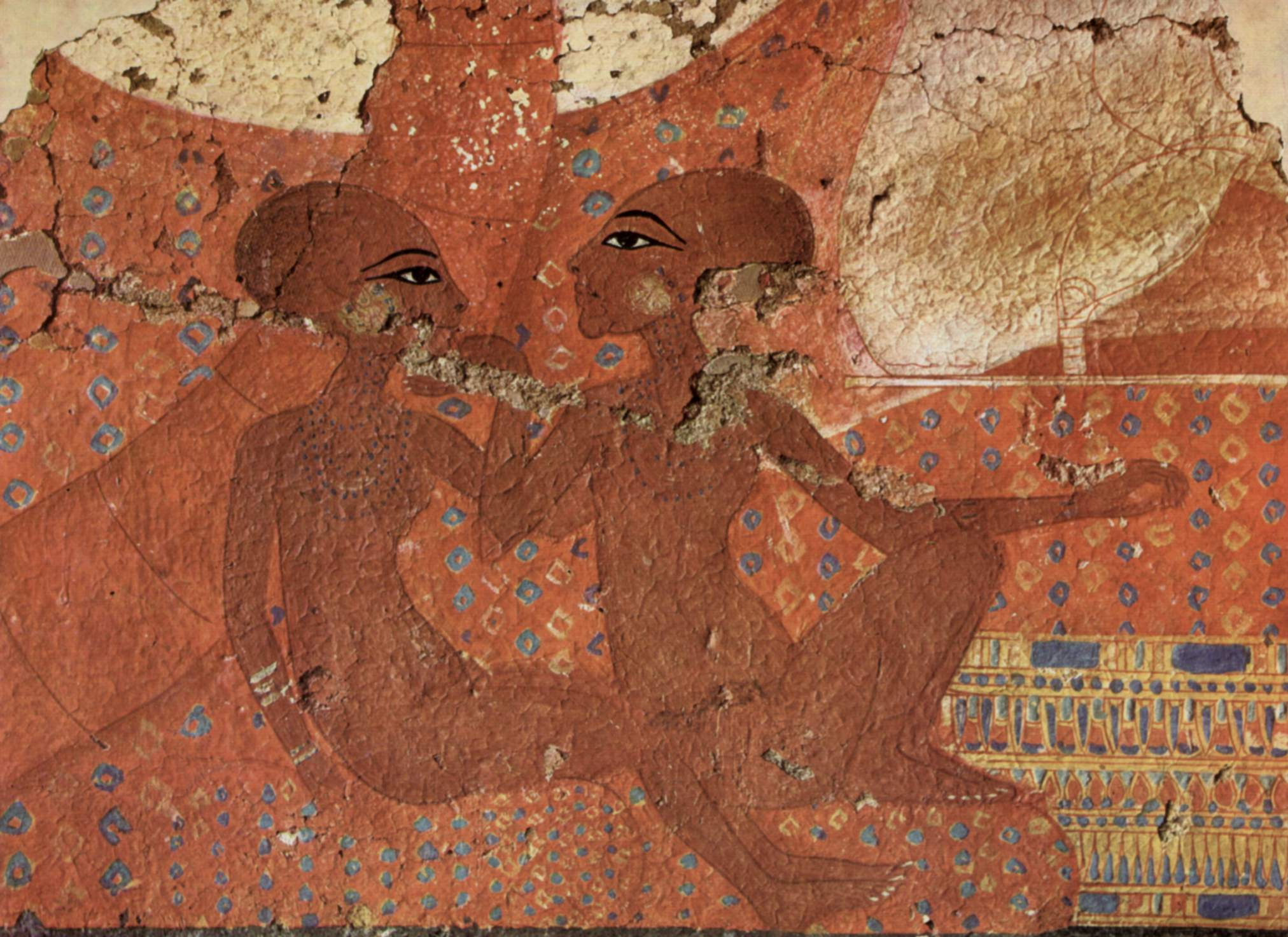
Deux princesses. Plâtre peint. Ashmolean Museum.

Néanmoins, on peut raisonnablement supposer que l'architecture de ces temples est la même que celle qu’Akhenaton voulut pour son Héliopolis du Sud, Thèbes, et il la développa de manière magistrale à Akhetaton comme il sied à une nouvelle capitale : il s'agissait donc de monuments exclusivement dédiés à la lumière solaire, ce qui les rattache davantage aux temples solaires de l'Ancien Empire qu'aux sanctuaires classiques du Nouvel Empire. Peut-être pouvons-nous même déceler dans ce type d’architecture des influences héliopolitaines, bien que le site d'Héliopolis ait été autant bouleversé que celui de Tell el-Amarna.
Avec le Grand Palais, les deux temples d'Aton étaient l'élément déterminant d'Akhetaton – sa raison d'être, et ils formaient ainsi la scène sur laquelle se jouait la vie de la cour royale, mais aussi les grandes cérémonies rituelles exclusivement dédiées à Aton, et exclusivement accomplies par le roi lui-même.
Autour de ce vaste ensemble s'éparpillaient sans aucune planification urbaine les demeures des dignitaires, entourées de maisons plus modestes, ce qui fait dire à Sergio Donadoni que « la ville surgit sans plan prémédité […] : près du dieu le roi, près du roi les dignitaires du royaume, près des dignitaires leurs auxiliaires – mais tout ceci sans qu'il existe des quartiers fondamentalement différenciés par le statut de leurs habitants ». L'intérêt principal de cet urbanisme désordonné est d'avoir été conservé tout au moins quant à ses fondations. Ainsi nous disposons de véritables plans de demeures amarniennes, depuis le palais royal jusqu'à la maison du simple serviteur. Ces témoignages sont uniques pour la période de la XVIIIe dynastie.

## Les nécropoles et le village des artisans
L'autre transformation radicale qu'entreprit Akhenaton en fondant sa nouvelle capitale fut de transférer la nécropole royale en abandonnant la rive occidentale de Thèbes et la vallée des Rois. Cet évènement sans précédent s'appliqua également aux grands du royaume, qui renoncèrent à leurs projets thébains pour se faire inhumer au plus proche de leur souverain. Ce changement ne pouvait se faire sans l'établissement à Akhetaton d'une communauté d'artisans, peut-être ceux-là mêmes qui vivaient à Deir el-Médineh.

### La nécropole des nobles
Les sépultures des notables furent creusées dans la falaise, au nord et au sud de la ville. Elles sont peu nombreuses, une quarantaine environ, destinées aux grands dignitaires qui avaient choisi de suivre le pharaon dans sa capitale. Les mieux conservées, les plus belles aussi car décorées dans le plus pur style amarnien, sont le tombeau de Mahou, le chef de la police, et celui d'Aÿ, le successeur de Toutânkhamon. Ces tombes comportent des salles à colonnes, sans doute conçues et élaborées sur le modèle des grandes salles d'apparat des demeures que les dignitaires occupèrent de leur vivant. En cela, elles sont très semblables à celles que se firent aménager les courtisans d'Amenhotep III à Thèbes ouest, notamment le vizir Ramosé qui fut contemporain des deux règnes et dont le tombeau porte par ailleurs sur ses parois les premiers éléments du changement stylistique inspiré ou imposé par Akhenaton lui-même. 
Dans les nécropoles amarniennes en revanche, les scènes sculptées sont exclusivement réalisées dans le nouveau style amarnien et elles ont toutes trait à la vie à Akhetaton. On y voit Pharaon et sa famille faire offrande au dieu Aton, de même que des descriptions du palais saisissantes de réalisme, bien qu'il soit parfois malaisé à les interpréter en raison de la façon non-perspective qu'avaient les Égyptiens de représenter les bâtiments. Il n'en reste pas moins que ces scènes tranchent avec les reliefs des tombes classiques. Ainsi, à l'entrée, sont figurés le propriétaire et sa compagne agenouillés face à la sortie et faisant le geste de la prière devant un long texte qui est un hymne au soleil. De la sorte, ils pouvaient bénéficier des premiers rayons du soleil levant et lui adresser une prière que le roi lui-même aurait écrite : l'Hymne à Aton.

### La nécropole royale

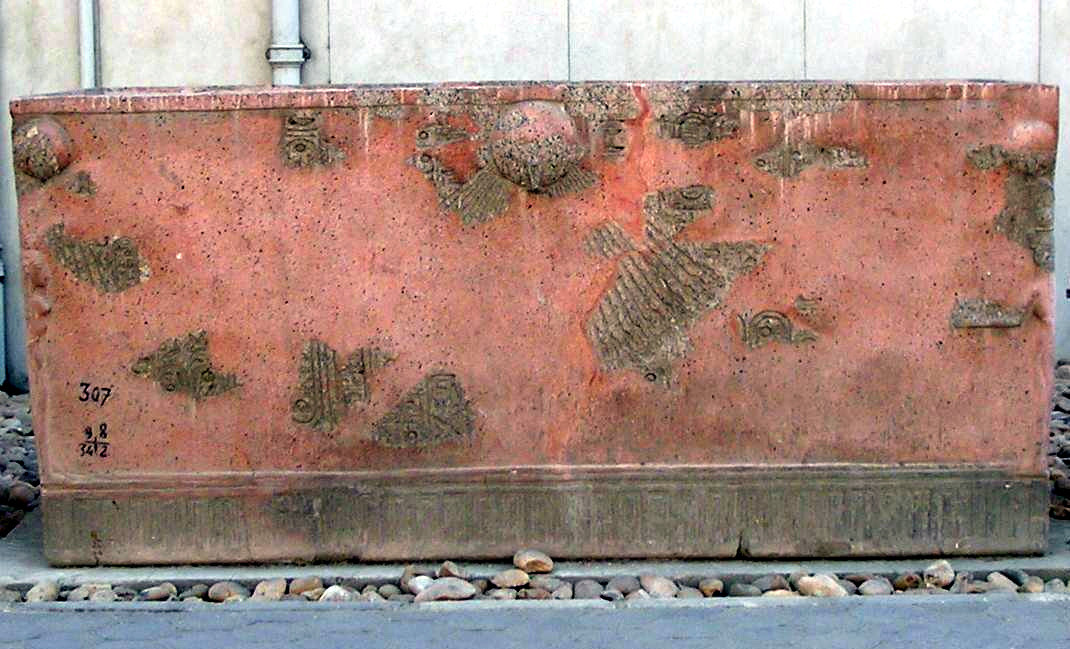
Reconstitution du sarcophage d'Akhenaton à partir des débris retrouvés dans sa tombe.

Un vaste hypogée situé à l'écart dans une gorge désertique, le ouadi royal, pourrait être le tombeau ayant abrité la dépouille momifiée d'Akhenaton, ainsi que celles de la famille royale, mais rien ne le prouve. Cet hypogée fut conçu pour abriter le corps du roi. On y a en effet relevé une multitude de fragments d'un sarcophage en quartzite rouge, qui a été reconstitué et est exposé actuellement dans les jardins du Musée du Caire. Ce sarcophage ressemble beaucoup à ceux des règnes suivants sculptés pour Toutânkhamon, Aÿ ou même Horemheb et que l'on a retrouvés dans leurs tombes de la vallée des Rois. La différence majeure réside évidemment dans les cartouches aux noms du roi et du dieu Aton, et surtout dans le fait que les quatre personnages féminins qui étendent leurs ailes protectrices autour du sarcophage ne sont pas les déesses prophylactiques classiques que l'on retrouvera ultérieurement, mais bien quatre représentations de Néfertiti personnifiée en Sothis, l'étoile qui dans la mythologie égyptienne assurait l'éternel retour de l'inondation annuelle lors de son lever héliaque. Ce dernier détail démontre que la réforme religieuse avait atteint tous les domaines, y compris celui de la résurrection, apanage du dieu Osiris. Akhenaton en garda par ailleurs les symboles et les rites principaux dont celui de la momification, ce qu'attestent les restes d'un coffret à canopes ou les ouchebtis retrouvés dans l'hypogée royal, mais là encore de même que pour la personne du roi, la solarisation avait fait son œuvre, et Pharaon était complètement assimilé au dieu Soleil même dans son tombeau.

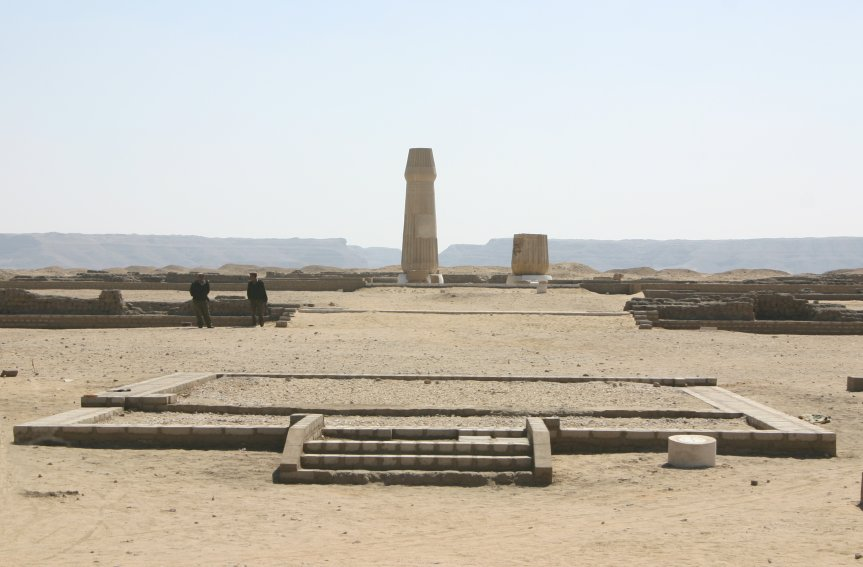
Petit temple d'Aton avec en fond l'Ouadi duquel se lève le soleil.

L'architecture de l'hypogée en est une autre preuve. Il fut conçu sur un plan rectiligne faisant face à l'est afin de recevoir les rayons solaires qui théoriquement auraient pu pénétrer au plus profond du caveau. L'emplacement même de la nécropole achève la démonstration. Il fut choisi non plus à l'ouest, dans le domaine traditionnel d'Osiris, mais à l'est de la ville, dans un ouadi qui, depuis la ville, apparait entre deux collines au milieu desquelles se lève chaque matin le soleil, l'astre divin que Pharaon à sa mort rejoindra pour l'éternité. Ainsi Akhenaton revenait à la vie chaque matin, à chaque nouvelle aube. La révolution religieuse avait donc bien eu lieu jusque dans l'interprétation du mythe de la résurrection et cet ultime acte de foi, entre autres, fut sans doute à l'origine de la haine que le pharaon attira sur lui après sa disparition, lorsque ses successeurs seront incapables de résister aux pressions des clergés des grands dieux ancestraux du pays, dont celui d'Osiris en Abydos.

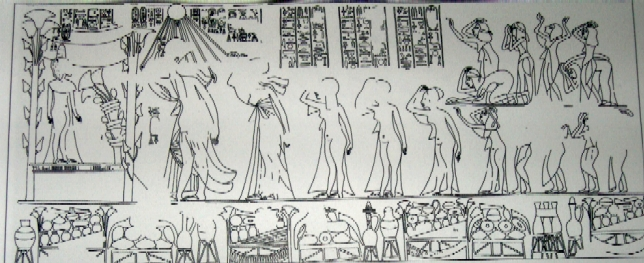
Scène de lamentation de la famille royale accompagnée de pleureuses dans la tombe d'Akhenaton.

Autre particularité de cet hypogée : juste avant la salle du sarcophage se trouvent deux galeries latérales dont l'une mène à deux autres chambres, elles aussi inachevées, mais dont le décor est pour le moins insolite dans une tombe royale. Les murs sont en effet décorés de scènes de deuil où l'on voit Pharaon et sa reine pleurer Mâkhétaton une de leurs filles morte autour de la 12e année du règne. Il s'agit d'un témoignage unique en son genre, nous livrant un des aspects les plus touchants du règne d'Akhenaton. Après l'an XII, des décès successifs endeuillèrent la famille royale et entamèrent l'extinction de la lignée royale. Mâkhétaton mourut probablement en couches, car on peut distinguer sur le registre inférieur une servante quittant la salle où repose la défunte et emportant un nourrisson dans ses bras, alors que toute l'assistance semble éplorée, ce qui donne à la scène une intensité dramatique.
Akhenaton voulut probablement que ses filles fussent enterrées avec lui et transforma ainsi son hypogée en un caveau familial. L'autre galerie aurait été prévue pour la reine Néfertiti, mais cette hypothèse reste à confirmer.
À proximité de la tombe royale d'autres hypogées avaient commencé à être aménagés, mais ils ne furent jamais achevés. Ils étaient probablement destinés aux autres membres de la cour royale.

### Le village des artisans
À proximité de la nécropole sud, les archéologues ont déblayé un village des artisans de Tell el-Amarna où les artisans vivaient avec leurs familles : une soixantaine de maisons construites en briques d'argile, comprenant  quatre pièces, et sans doute peu confortables. Tout comme Deir el-Médineh, le village était entouré d'un mur d'enceinte percé d'une seule porte, moins pour séquestrer les artisans que pour empêcher les détournements de matériaux. Cependant à la différence de la ville royale, et même de l'exemple thébain, le village des artisans d'Akhetaton fut conçu sur un plan urbanistique bien déterminé, avec des rues se coupant à angle droit et des habitations aux proportions standardisées. En cela ce village rappelle l'exemple d'une ville de pyramide du Moyen Empire découverte à Kahun à l'entrée de l'oasis du Fayoum, à proximité d'El-Lahoun, où Sésostris II avait fait édifier son complexe funéraire.

## L'art amarnien
L'art amarnien est unique, de par sa période « expressionniste » (par comparaison - abusive, mais faute de mieux - avec certaines œuvres des artistes expressionnistes allemands), puis son naturalisme, tous deux fondés sur les mêmes motivations spirituelles. Ces formes artistiques et ces pratiques artistiques semblent en rupture radicale avec l'art égyptien qui avait précédé, au Moyen Empire - quoique Sésostris III pose déjà problème -, puis avec des personnalités fortes comme la reine Hatchepsout et le roi Thoutmôsis III. Cependant cette « révolution amarnienne » qui commence à Thèbes, a été très clairement annoncée sous Amenhotep III et la reine Tiyi. 
Les scènes représentées s'écartent totalement des sujets traditionnels de la religion égyptienne centrée autour du culte d'Amon, des images de la monarchie égyptienne en figurant, par exemple, la famille royale avec ses enfants. Cependant de telles images, la famille royale, sont restées longtemps l'objet d'interprétations anachroniques. Une meilleure connaissance de cette période, au cours des vingt dernières années, a permis d'écarter bien des erreurs. Plusieurs grandes expositions, mais aussi des fouilles archéologiques ont pu faire avancer considérablement l'état de ces connaissances. 
Des objets typiques de l'époque amarnienne ont été découverts dans des régions éloignées de l’Égypte comme dans la région palestinienne.
Après la fin de l'expérience amarnienne, l'art égyptien retourna à l'iconographie et, progressivement, au style traditionnel.